# فيليس بيتو
فيليس بيتو (بالإنجليزية: Felice Beato)‏ (1832 - 29 يناير 1909)، المعروف أيضًا باسم فيليكس بيتو ،  كان مصورًا إيطاليًا بريطانيًا. كان من أوائل الأشخاص الذين التقطوا صوراً في شرق آسيا وأحد مصوري الحرب الأوائل. يشتهر بأعماله الفنية وصوره ومناظره والإطلالات البانورامية للعمارة والمناظر الطبيعية في آسيا ومنطقة البحر الأبيض المتوسط. منحته رحلاته الفرصة لالتقاط صور للبلدان والأشخاص والأحداث التي كانت غير مألوفة ونائية بالنسبة لمعظم الناس في أوروبا وأمريكا الشمالية. يقدم عمله صورًا لأحداث مثل التمرد الهندي عام 1857 وحرب الأفيون الثانية، ويمثل أول مجموعة كبيرة من التصوير الصحفي. أثر فيليكس بيتو على المصورين الآخرين، وكان تأثيره واضح في اليابان، حيث درس وعمل مع العديد من المصورين والفنانين الآخرين، عميقًا ودائمًا خصوصًا.

## النشأة وهويته
تُظهر شهادة الوفاة المكتشفة في عام 2009 أن بيتو وُلد في فينيسيا عام 1832 وتوفي في 29 يناير 1909 في فلورنسا. تشير شهادة الوفاة أيضًا إلى أنه كان بريطانيًا واعزب.  المحتمل أن بيتو وعائلته انتقلوا في وقت مبكر من حياته إلى كورفو، في وقت كانت جزءًا من محمية بريطانية من الجزر الأيونية، وهكذا حصل بيتو على جنسيته البريطانية.  نظرًا لوجود عدد من الصور الفوتوغرافية الموقعة " باسمه، ولدة افترضية لفترة طويلة أن هناك مصورًا واحدًا قام بالتصوير بطريقة ما في نفس الوقت في أماكن بعيدة مثل مصر واليابان. ففي عام 1983، أظهره شانتال إديل أن أعمال " فيليس أنطونيو بيتو " مثل شقيقين، هما فيليس بيتو وأنطونيو بيتو، واللذين كانا يعملان معًا في بعض الأحيان ويتشاركان في التوقيع بعض الأحيان علـى اعمالهم. يعد الالتباس الناشئ عن التوقيعات يسبب مشاكل في تحديد هوية أي من المصورين كان قد أخذ صورة معينة.

## البحر المتوسط، القرم والهند

أنقاض قصر سيكندر باغ تُظهِر البقايا الهيكلية للمتمردين في المقدمة، لكناو، الهند ، 1858

ليس هناك ما هو مؤكد حول تطور فيليس بيتو في وقت مبكر كمصور، رغم أنه يقال إنه اشترى عدسته الأولى والوحيدة في باريس في عام 1851. وربما التقى المصور البريطاني جيمس روبرتسون في مالطا في عام 1850 ورافقه إلى القسطنطينية في عام 1851. جيمس روبرتسون (1813-1888)، أصبح صهره في عام 1855. في أواخر عام 1854 أو أوائل عام 1855 تزوج جيمس روبرتسون من أخت بيتو، ليونيلدا ماريا ماتيلدا بيتو. كان لديهم ثلاث بنات، كاثرين جريس (مواليد 1856)، وإديث ماركون فيرجينس (مواليد 1859)، وهيلين بيتروك (مواليد 1861). افتتح روبرتسون المشرف على النعناع الإمبراطوري، واحدة من أول استوديوهات التصوير الفوتوغرافي التجارية في العاصمة بين عامي 1854 و 1856. كان روبرتسون نقاشًا في القصرالإمبراطوري العثماني منذ عام 1843، ويعتقد انه ربما التقطت الصور الفوتوغرافية في أربعينيات القرن التاسع عشر. وفي عام 1853، بدأ الاثنان بالتصوير سويًا وشكلوا شراكة تسمى «روبرتسون وبيتو» إما في تلك السنة أو في عام 1854 عندما افتتح روبرتسون استوديوًا للتصوير الفوتوغرافي في بيرا، بالقسطنطينية. انضم إلى روبرتو وبيتو شقيق بيتو أنطونيو في حملات التصوير الفوتوغرافي إلى مالطا في 1854 أو 1856 وإلى اليونان والقدس في عام 1857. تم توقيع عدد من صور الشركة التي تم إنتاجها في خمسينيات القرن التاسع عشر «روبرتسون وبيتو وشركاه»، وهنا يعتقد أن «وشركاه» تشير إلى أنطونيو.